# Petrićevac

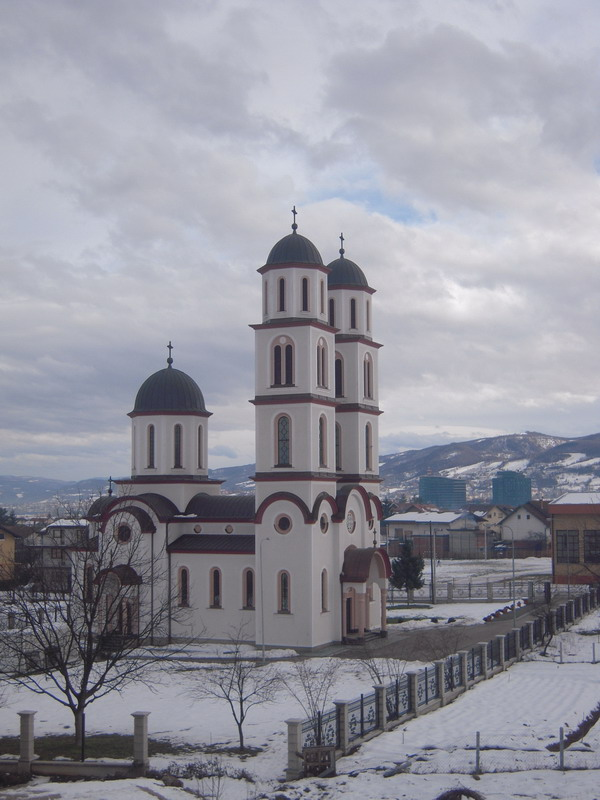
Serbisk-ortodox kyrka i Petrićevac.

Petrićevac är en del av staden Banja Luka i Republika Srpska, Bosnien och Hercegovina. Petrićevac har cirka 25 000 invånare.
Under andra världskriget förstördes stadens serbisk-ortodoxa kyrka av Ustaša, en kroatisk ultranationalistisk organisation. Miroslav Filipović var munk i Petrićevacs franciskankloster, innan han anslöt sig till Ustaša och deltog i en rad brott mot mänskligheten.